# Marcus Klausmann
Marcus Klausmann (* 8. August 1977 in Albstadt) ist ein ehemaliger deutscher Mountainbikerennfahrer in den Disziplinen Downhill und Trial.

## Werdegang
Zu seinen größten Erfolgen gehören zwei Weltmeistertitel im Trial 1991 und 1992, der Zweite Platz in der Gesamtwertung des UCI-Mountainbike-Weltcups im Downhill 1996, der Sieg im Weltcup-Downhill-Rennen in Nevegal 1996 und insgesamt 15 deutsche Meistertitel in der Zeit von 1997 bis 2013.
Ende des Jahres 2016 erklärte er seine aktive Zeit nach Herzrhythmusstörungen als beendet.